# Lenughi
Lenughi – wieś w Armenii, w prowincji Armawir. W 2011 roku liczyła 1470 mieszkańców.